# Intertotocupen 2008
Intertotocupen 2008 var den fjortonde och sista upplagan av Intertotocupen och var organiserad av Uefa. Det spelades tre omgångar och elva lag kvalificerade sig för den andra kvalomgången av Uefacupen. Lottningen skedde den 21 april 2008 i Nyon i Schweiz. Den första matchen av den första omgången spelades 21 till 22 juni.

## System
Intertotocupen bestod av tre omgångar, med 28 lag i den första och andra omgången och 22 i den tredje. Lagen spelade dubbelmöten i varje omgång och de lag med bäst total målskillnad gick vidare. Bortamålsregeln användes. Om lagen ej gick att skilja åt spelades förlängning, och om detta inte hjälpte fick straffsparksläggning följa.
50 lag från 50 förbund anslutna till Uefa deltog i Intertotocupen. Lagen går in i omgången efter förbundets ranking. Lagen går in i turneringen enligt tabellen nedan:
- Första omgången (28 lag)
  - 28 lag från förbund 23-36, 38-50 och 53.
- Andra omgången (28 lag)
  - 14 vinnare från första omgången
  - 14 lag från förbund 9-22
- Tredje omgången (22 lag)
  - 14 vinnare från andra omgången
  - 8 lag från förbund 1-8

## Första omgången
Första matchen spelades 21 till 22 juni 2008 och den andra spelas 28 till 29 juni 2008.
Södra och medelhavsregionen
| Södra och medelhavsregionen | Södra och medelhavsregionen | Södra och medelhavsregionen | Södra och medelhavsregionen | Södra och medelhavsregionen |
| --------------------------- | --------------------------- | --------------------------- | --------------------------- | --------------------------- |
| Lag 1                       | Totalt                      | Lag 2                       | Möte 1                      | Möte 2                      |
| Besa Kavajë                 | 00001–1 (BM)                | Ethnikos Achna              | 0–0                         | 1–1                         |
| Čelik                       | 00004–4 (BM)                | Grbalj                      | 3–2                         | 1–2                         |
| Rijeka                      | 0–2                         | Renova                      | 0–0                         | 0–2                         |
| Hibernians                  | 0–3                         | Gorica                      | 0–3                         | 0–3                         |

| Centrala och östra regionen | Centrala och östra regionen | Centrala och östra regionen | Centrala och östra regionen | Centrala och östra regionen |
| --------------------------- | --------------------------- | --------------------------- | --------------------------- | --------------------------- |
| Lag 1                       | Totalt                      | Lag 2                       | Möte 1                      | Möte 2                      |
| Zhetysu                     | 3–6                         | Budapest Honvéd             | 1–2                         | 2–4                         |
| Mika                        | 00002–2 (BM)                | Tiraspol                    | 2–2                         | 0–0                         |
| Nefttji Baku                | 00003–3 (BM)                | Nitra                       | 2–0                         | 1–3                         |
| Cracovia                    | 1–5                         | Shakhtyor Soligorsk         | 1–2                         | 0–3                         |
| Etzella Ettelbruck          | 2–2                         | Lokomotivi Tbilisi          | 0–0                         | 2–2                         |

| Norra regionen     | Norra regionen | Norra regionen   | Norra regionen | Norra regionen |
| ------------------ | -------------- | ---------------- | -------------- | -------------- |
| Lag 1              | Totalt         | Lag 2            | Möte 1         | Möte 2         |
| Ekranas            | 4–0            | Trans Narva      | 1–0            | 3–0            |
| HB                 | 1–4            | IF Elfsborg      | 1–4            | 0–0            |
| Bohemian           | 9–3            | Rhyl             | 5–1            | 4–2            |
| Lisburn Distillery | 3–6            | Turun Palloseura | 2–3            | 1–3            |
| Rīga               | 3–2            | Fylkir           | 1–2            | 2–0            |

## Andra omgången
Den första matchen spelades 5 och 6 juli 2008, den andra matchen den 12 och 13 juli 2008.
| Södra och medelhavsregionen | Södra och medelhavsregionen | Södra och medelhavsregionen | Södra och medelhavsregionen | Södra och medelhavsregionen |
| --------------------------- | --------------------------- | --------------------------- | --------------------------- | --------------------------- |
| Lag 1                       | Totalt                      | Lag 2                       | Möte 1                      | Möte 2                      |
| Chernomorets Burgas         | 3–1                         | Gorica                      | 1–1                         | 2–0                         |
| FK Grbalj                   | 2–3                         | Sivasspor                   | 2-2                         | 0-1                         |
| Grasshopper                 | 5-1                         | Besa Kavajë                 | 2–1                         | 3–0                         |
| Renova                      | 1–3                         | Bnei Sakhnin                | 1–2                         | 0–1                         |
| Belgrad                     | 2–3                         | Panionios                   | 1–0                         | 1–3                         |

| Centrala och östra regionen | Centrala och östra regionen | Centrala och östra regionen | Centrala och östra regionen | Centrala och östra regionen |
| --------------------------- | --------------------------- | --------------------------- | --------------------------- | --------------------------- |
| Lag 1                       | Totalt                      | Lag 2                       | Möte 1                      | Möte 2                      |
| Germinal Beerschot          | 1–2                         | Nefttji Baku                | 1–1                         | 0–1                         |
| Saturn Ramenskoje           | 8–1                         | Etzella Ettelbruck          | 7–0                         | 1–1                         |
| Tiraspol                    | 1–3                         | Tavriya Simferopol          | 0–0                         | 1–3                         |
| Sturm Graz                  | 2–0                         | Shakhtyor Soligorsk         | 2–0                         | 0–0                         |
| Teplice                     | 00003–3 (BM)                | Budapest Honvéd             | 1–3                         | 2–0                         |

| Norra regionen   | Norra regionen | Norra regionen | Norra regionen | Norra regionen |
| ---------------- | -------------- | -------------- | -------------- | -------------- |
| Lag 1            | Totalt         | Lag 2          | Möte 1         | Möte 2         |
| Turun Palloseura | 1–4            | Odense BK      | 1–2            | 0–2            |
| Hibernian        | 0–4            | IF Elfsborg    | 0–2            | 0–2            |
| Ekranas          | 1–7            | Rosenborg BK   | 1–3            | 0–4            |
| Rīga             | 00002–2 (BM)   | Bohemian       | 1–0            | 1–2            |

## Tredje omgången
Den första matchen spelades 19 till 20 juli 2008 och den andra matchen den 26 och 27 juli 2008.
| Södra och medelhavsregionen | Södra och medelhavsregionen | Södra och medelhavsregionen | Södra och medelhavsregionen | Södra och medelhavsregionen |
| --------------------------- | --------------------------- | --------------------------- | --------------------------- | --------------------------- |
| Lag 1                       | Totalt                      | Lag 2                       | Möte 1                      | Möte 2                      |
| Bnei Sakhnin                | 1–3                         | Deportivo La Coruña         | 1-2                         | 0-1                         |
| Panionios                   | 0–2                         | Napoli                      | 0-1                         | 0-1                         |
| Sivasspor                   | 0–5                         | Braga                       | 0-2                         | 0-3                         |
| Grasshopper                 | 4–0                         | Chernomorets Burgas         | 3-0                         | 1-0                         |

| Centrala och östra regionen | Centrala och östra regionen | Centrala och östra regionen | Centrala och östra regionen | Centrala och östra regionen |
| --------------------------- | --------------------------- | --------------------------- | --------------------------- | --------------------------- |
| Lag 1                       | Totalt                      | Lag 2                       | Möte 1                      | Möte 2                      |
| Saturn Ramenskoje           | 1–3                         | Stuttgart                   | 1–0                         | 0–3 (e.f.)                  |
| Nefttji Baku                | 2–3                         | Vaslui                      | 2–1                         | 0–2                         |
| Rennes                      | 1–1 (10–9 str.)             | Tavrija Simferopol          | 1–0                         | 0–1 (e.f.)                  |
| Sturm Graz                  | 2–1                         | Budapest Honvéd FC          | 0–0                         | 2–1                         |

| Norra regionen | Norra regionen | Norra regionen | Norra regionen | Norra regionen |
| -------------- | -------------- | -------------- | -------------- | -------------- |
| Lag 1          | Totalt         | Lag 2          | Möte 1         | Möte 2         |
| NAC Breda      | 1–2            | Rosenborg BK   | 1–0            | 0–2            |
| Odense BK      | 2–3            | Aston Villa    | 2–2            | 0–1            |
| IF Elfsborg    | 1–0            | Rīga           | 1–0            | 0–0            |

### Webbkällor
Den här artikeln är helt eller delvis baserad på material från engelskspråkiga Wikipedia.